# Estadio 10 de Diciembre
Estadio 10 de Diciembre is een stadion in het Mexicaanse dorp Ciudad Cooperativa Cruz Azul. Het wordt voornamelijk gebruikt voor voetbalwedstrijden en is het thuisstadion van de club Cruz Azul Hildalgo. Er kunnen 17.000 personen in het stadion en het is geopend op 1963.